# Contea di Onondaga
La contea di Onondaga, in inglese Onondaga County, è una contea dell'area centrale dello Stato di New York negli Stati Uniti. Il capoluogo di contea è Syracuse.

## Geografia fisica
La contea si trova nel centro dello Stato. Il territorio è collinare nella parte meridionale e prevalentemente pianeggiante in quella settentrionale. A sud di Syracuse è situata la riserva dei nativi Onondaga. Syracuse è sede dell'Università di Syracuse.

### Contee confinanti
- Contea di Oswego - nord
- Contea di Madison - est
- Contea di Cortland - sud
- Contea di Cayuga - ovest

### Laghi e fiumi
Al confine nord-orientale la contea si affaccia sul vasto lago Oneida. Nell'area centro-settentrionale è situato il lago Onondaga che riceve le acque dei fiumi Nine Mile Creek e Onondaga Creek. Il Nine Mile Creek è l'emissario del lago Otisco situato nell'area sud-orientale e scorre verso nord fino a sfociare nel lago Onondaga. Il fiume Onondaga nasce nell'area meridionale ed attraversa la città di Syracuse dove riceve da ovest l'Harbour Creek. Al confine nord-occidentale è posto il lago Cross il cui immissario ed emissario è il fiume Seneca.
Il Seneca scorrendo verso est riceve da sud le acque dell'emissario del lago Onondaga. Proseguendo il suo corso verso nord riceve da oriente il fiume Oneida che è l'emissario del lago omonimo. Dalla confluenza del Seneca con l'Oneida ha origine il fiume Oswego che scorre verso la foce nel lago Ontario. Nel sud-ovest è situato il lago Skaneateles che segna parte del confine con la contea di Cayuga. I maggiori immissari del lago Skaneatles sono lo Shotwell Brook, il Bear Swamp Creek ed il Grout Brook.

## Storia
Quando furono istituite le Province di New York nel 1683, l'area dell'attuale contea faceva parte della contea di Albany. La contea di Onondaga fu istituita nel 1794, separandola dalla contea di Herkimer. Il nome deriva dai nativi che vivono nell'area. La contea aveva a quel tempo un'estensione molto maggiore di quella attuale. Nel 1799 ne venne separato il territorio della contea di Cayuga, nel 1808 quello della contea di Cortland e nel 1816 parte del territorio della contea di Oswego.

## Comuni
Il capoluogo di contea e la città più popolosa è Syracuse posta a sud del lago Onondaga.
- Baldwinsville - village
- Camillus - town
- Cicero - town
- Clay - town
- DeWitt - town
- East Syracuse - village
- Elbridge - town
- Fabius - town
- Fayetteville - village
- Geddes - town
- Jordan - village
- LaFayette - town
- Liverpool - village
- Lysander - town
- Manlius - town

- Marcellus - town
- Minoa - village
- North Syracuse - village
- Onondaga - town
- Otisco - town
- Pompey - town
- Salina - town
- Skaneateles - town
- Skaneateles - village
- Solvay - village
- Spafford - town
- Syracuse (capoluogo) - city
- Tully - town
- Van Buren - town